# Dichaea retroflexa
Dichaea retroflexa är en orkidéart som beskrevs av Friedrich Fritz Wilhelm Ludwig Kraenzlin. Dichaea retroflexa ingår i släktet Dichaea och familjen orkidéer. Inga underarter finns listade i Catalogue of Life.